# Карл Йонас Лове Алмквіст
Ка́рл-Йо́нас-Лове́ Алмкві́ст (швед. Carl Jonas Love Almqvist; *28 листопада 1793, Антун — †26 листопада 1866) — шведський письменник.
Основоположник реалістичної школи в шведській літературі. Народився в м. Антуні В ранній період творчості примикав до романтиків (казка «Золотий птах у раю», 1821). Пізніше став на шлях реалізму, правдиво зображував життя, побут, працю селян. Його твори об'єднані в 14-томній «Книзі шипшини». Найзначнішими є повісті з народ, життя: «Млин у Шельнурі» (1838), «Новосілля в Грімстахамні» (1839).

## Твори
- «Золотий птах у раю», 1821;
- «Млин у Шельнурі» (1838);
- «Новосілля в Грімстахамні» (1839).